# Frobert de Troyes
Frobert de Troyes, ou Frodobert, né au début du VIIe siècle à Troyes, et mort le 31 janvier 673 à Saint-André-les-Vergers, est un prélat français, abbé de l'abbaye Saint-Pierre de Montier-la-Celle. Il est reconnu saint par l'Église catholique.

## Biographie
Frobert de Troyes fait ses études ecclésiastiques à l'école épiscopale de Troyes où son austérité et sa contemplation furent remarqués par l'évêque Ragnégisile qui l'envoya se perfectionner à l'abbaye.